# トマス・E・マーティン
トマス・エルズワース・マーティン（英語: Thomas Ellsworth Martin、1893年1月18日 - 1971年6月27日）は、アイオワ州選出のアメリカ合衆国下院議員。共和党所属。1939年1月から1961年1月まで、22年連続で連邦議会議員を務めた。

## 生涯
アイオワ州メルローズにて出生。公立学校に通い、1916年にアイオワ州立大学を、1927年に同大学の法科大学院を卒業した。1928年にコロンビア大学法科大学院から博士号を取得し、1916年から1917年にかけて、オハイオ州アクロン及びテキサス州ダラスのゴム会社にて、販売アナリストと会計士を務めた。第一次世界大戦中の1917年から1919年まで、アメリカ陸軍第35歩兵連隊の中尉。戦後、ゴム産業での仕事を続け、のち1921年から1923年までアイオワ大学の軍事学と戦術の助教授。1927年にアイオワ州にて弁護士登録し、アイオワ・シティで業務を開始した。1933年から1935まで同市の事務弁護士を、1935年から1937年まで市長を務めた。
1938年、共和党員としてアメリカ合衆国下院議員選挙にアイオワ州第1選挙区から立候補し、当選。1939年1月3日から1955年1月3日まで、8期連続で下院議員を務めた。
1954年、下院議員選への立候補を取りやめ、上院議員選に立候補。2期目の任期を満了しようとしていた現職上院議員のガイ・M・ジレットを下した。この選挙ではアイオワ州の上院議員が2名とも共和党員となったが、これは1924以来のことである。マーティンは1955年1月3日から1961年1月3日まで1期を務めて引退し、ワシントン州シアトルに転居。1971年6月に同地で死去した。遺体はオレゴン州ポートランドのウィラメット国立墓地に葬られた。